# پدل (ورزش)

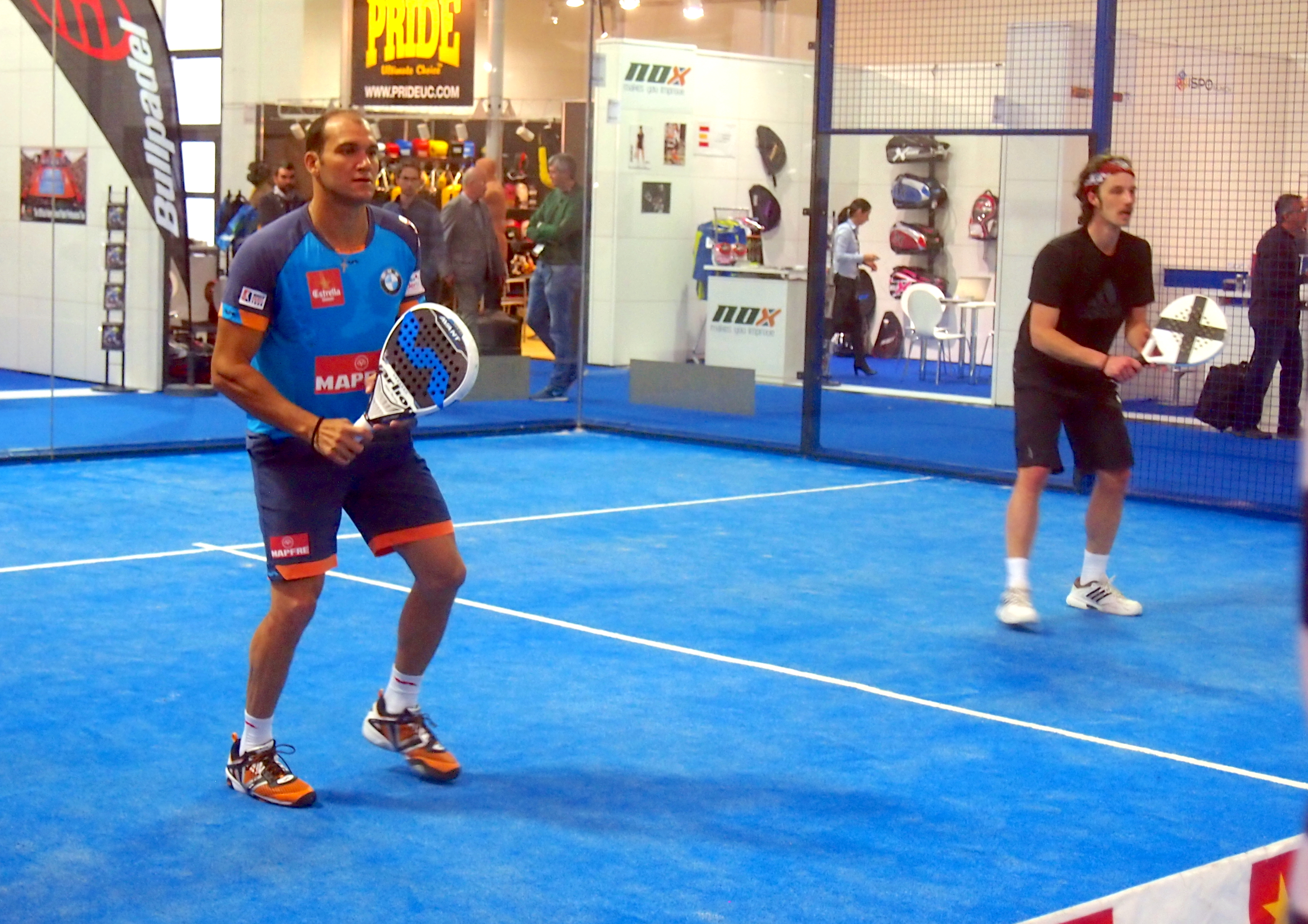
بازیکنان پدل در حال بازی

پدل (به انگلیسی: Padel) ورزشی راکتی است که بین دو نفر یا بین دو تیم دونفره در زمینی کاملاً احاطه‌شده با دیوارهای معمولاً شیشه‌ای بازی می‌شود. زمین این رشته ورزشی تلفیقی از اسکواش و تنیس است.
بازی پدل در زمینی مستطیل شکل به ابعاد ۱۰×۲۰ انجام می‌شود. تور ۱۰ متری که ۸۸ سانتی‌متر ارتفاع دارد، در وسط زمین نصب می‌شود.

## تاریخچه
ابداع پدل به سال ۱۹۶۹ میلادی بازمی‌گردد. اما شکل کنونی آن در سال‌های اخیر پی ریزی شده‌است. زمانی که آلفونسو دئو نلوئهٔ اسپانیایی برای دیدن دوستش انریکو کور کوئه را به مکزیک سفر کرده بود برای پایه‌ریزی این رشته با وی به مشورت پرداخت و در بازگشت به اسپانیا برای نخستین بار زمین بازی پدل را در شهر مارابلا بنا کرد.
این ورزش اگرچه امروزه دیگر ورزش نوپایی محسوب نمی‌شود اما در هیچ‌یک از بازی‌های رسمی همچون المپیک و پارالمپیک حضور ندارد.

## پدل در ایران
اولین زمین پدل در ایران، در باشگاه انقلاب ساخته شد. مجموعه پدل باشگاه انقلاب در سال ۹۶ در سه زمین دبل و یک زمین سینگل افتتاح شد. در حال حاضر علاوه بر مجموعه انقلاب، مجموعه پاس تهران، شاهین، آجودانیه، مهام در تهران دارای زمین پدل هستند. این ورزش نوظهور در ایران، در ابتدا زیر مجموعه فدراسیون اسکواش جمهوری اسلامی ایران بود که در سال ۱۴۰۱ زیر مجموعه فدراسیون تنیس شد. سالانه مسابقات جام ستارگان به عنوان مسابقات کشوری این ورزش در ایران برگزار می‌شد که بعد از تغییر فدراسیون به مسابقات ۲۵۰۰ امتیازی تغییر کرده‌است.

#### تیم ملی پدل ایران
تیم ملی پدل آقایان و خانم‌های ایران در چند سال اخیر در چندین تورنمنت بین‌المللی شرکت کرده‌است. از مهم‌ترین دستاوردهای تیم ملی ایران، مقام نایب قهرمانی در مقدماتی قهرمان جهان در مصر است. در مسابقات مصر تیم ملی بانوان در جایگاه پنجم جدول مقدماتی قهرمانی جهان قرار گرفتند. تیم ملی پدل آقایان در این مسابقات با ترکیب فرساد شاهی، مازیار یاوری، سهراب درفشی، آریا روغنی، سینا صالح، امیر محمد جمشیدی، ارسلان محمدی و آرشام مرادی به مصاف حریفان رفت. محمدرضا گلزار در ۱۸ آذر ۱۴۰۲، از سوی فدراسیون تنیس جمهوری اسلامی ایران به عنوان عضو جدید هیئت رئیسه انجمن پدل منصوب شد.